# Алексо Стефанов
Алексо Стефанов Симоновски с псевдоними Бай Ганю, Демирхисарски, Стрико Алексо, Тома Христов и Радовчето е български революционер, демирхисарски войвода на Вътрешната македоно-одринска революционна организация.

## Биография
Роден е в демирхисарското село Радово. Баща му се казва Стефан, а майка му умира, когато е на един месец. Алексо Стефанов има две сестри, Ристана и Петкана и един брат, Димитър. След като турци разоряват баща му икономически, той заминава за Битоля, където работи като помощник във фурна. След като убива без да иска един грък, се връща в родното си село, а от там заминава за България.

### Във ВМОРО
След като купуват пушки и тръгват към Македония, турската полиция ги подгонва и арестува след кратка престрелка. След като ги откарват в участъка Алексо Стефан вижда там арестувани още Славчо Ковачев, Тома Давидов и Борис Сарафов. Около 1901 Тома Давидов привиква Стефанов и други около него и ги вкарва във ВМРО. Обикаля из Македония с четата на Тома Давидов, в която още се включват и Димитър Ясенов, Иван Ясенов (внуци на Хаджи Димитър), Петър Тинев и други. В село Брезово Алексо Стефанов и другарите му са поети от Йордан Пиперката, където заедно с четата на Георги Сугарев, четниците стават 70 на брой. В село Магарево, четата се разделя на две, като едната част заминава за Могила, Битолско, а другата част начело с Давидов към Буково, Дихово, Брусник, Лавци и Кърстоар.
През Илинденско-Преображенското въстание в 1903 година участва в сраженията при Смилево, Цапари, Облаково и други. След въстанието в 1904 година е четник в Горноджумайско и Малешевско. В 1905 година става помощник на битолския районен войвода на Димче Сарванов и действа в родния си Демир Хисар с 13 души, какъвто остава до Младотурската революция в 1908 година. Отнася се много недоверчиво към нея: „Всички в окръга се легализираха и пак останаха по местата си, само Алексо не можа това да стори, всякога избягваше срещите и сношенията било с башибозука, било с официалните лица от властта“. На два пъти още в медовите месеци на Хуриета Алексо забегна с още неколко души другари. След това Милан Матов го легализира, но е направен опит да бъде убит на пазара. През 1909 година забегва в България.
| Чета на Алексо Стефанов, 10 ноември 1904 година | Чета на Алексо Стефанов, 10 ноември 1904 година | Чета на Алексо Стефанов, 10 ноември 1904 година | Чета на Алексо Стефанов, 10 ноември 1904 година | Чета на Алексо Стефанов, 10 ноември 1904 година |
| Номер                                           | Име                                             | Селище                                          | Околия                                          | Забележка                                       |
| ----------------------------------------------- | ----------------------------------------------- | ----------------------------------------------- | ----------------------------------------------- | ----------------------------------------------- |
| 1.                                              | Алексо Стефанов                                 | Радово                                          | Демирхисарска                                   |                                                 |
| 2.                                              | Ташко Арсов                                     | Охрид                                           | Охридска                                        |                                                 |
| 3.                                              | Спиро Костов                                    | Цер                                             | Демирхисарска                                   | [ 9 ]                                           |

При избухването на Балканската война в 1912 година е доброволец в Македоно-одринското опълчение и става войвода на чета № 19, действаща в Битолско, а през Междусъюзническата служи в 1 рота на 6 охридска дружина.
| Чета № 19 на МОО с командир Алексо Стефанов | Чета № 19 на МОО с командир Алексо Стефанов | Чета № 19 на МОО с командир Алексо Стефанов | Чета № 19 на МОО с командир Алексо Стефанов | Чета № 19 на МОО с командир Алексо Стефанов | Чета № 19 на МОО с командир Алексо Стефанов |
| Номер                                       | Име                                         | Години                                      | Околия                                      | Селище                                      | Бележка                                     |
| ------------------------------------------- | ------------------------------------------- | ------------------------------------------- | ------------------------------------------- | ------------------------------------------- | ------------------------------------------- |
|                                             | Ангел Христов                               | 33                                          | Битолско                                    | Горно Оризари                               |                                             |
|                                             | Велян Петров                                | 35                                          | Битолско                                    | Беранци                                     |                                             |
|                                             | Лазар Кръстев                               | 35                                          | Битолско                                    | Цапари                                      |                                             |
|                                             | Мише Йорданов                               | 38                                          |                                             | Велес                                       |                                             |
|                                             | Силян Велев                                 | 40                                          | Битолско                                    | Слепче                                      |                                             |
|                                             | Симеон Аврамов                              | 25                                          | Кичевско                                    | Брод                                        |                                             |
|                                             | Тома (Томе) Михайлов                        | 20                                          |                                             | Тетово                                      |                                             |
|                                             | Цветко Ангелов                              | 35                                          | Битолско                                    | Вардино                                     |                                             |

Участва в Първата световна война. Старши подофицер Алексо Стефанов е сред наградените от германския кайзер Вилхелм II с орден „За военни заслуги“ на военна лента по време на посещението му в Ниш на 5 януари 1916 г.

### Във ВМРО
След Първата световна война участва във възстановяването на организацията и от 1920 до 1928 година е войвода на чета в Битолско и Охридско. Подпредседател е на Битолския окръжен конгрес от 1923 година, който го избира за член на окръжното тяло заедно с Георги Попхристов и Петър Шанданов. Лидерът на ВМРО Иван Михайлов го описва така:
| „ | Той бе много познат сред македонските дейци и поради извънредната си духовитост. И сега си спомням сбитата му характеристика за високия технически напредък на немците, които бе наблюдавал през Първата световна война в Македония: „Немецот е како паяк; каде що ходи, отзаде му жица излиза.“ | “ |

След убийството на Александър Протогеров от 1928 година застава на страната на протогеровистите. Алексо Стефанов умира в 1935 година. Оставя увлекателни спомени за революционните борби в Битолско.
Женен е за Христина Ефтимова, учителка от Ресен, също участвала в революционното движение в Македония.